# 네팔 항공
네팔 항공(영어: Nepal Airlines)은 네팔의 항공사로 네팔의 수도인 카트만두를 거점으로 운항하고 있으며 허브 공항은 카트만두의 트리부반 국제공항, 포카라 국제공항이 있다.

## 역사

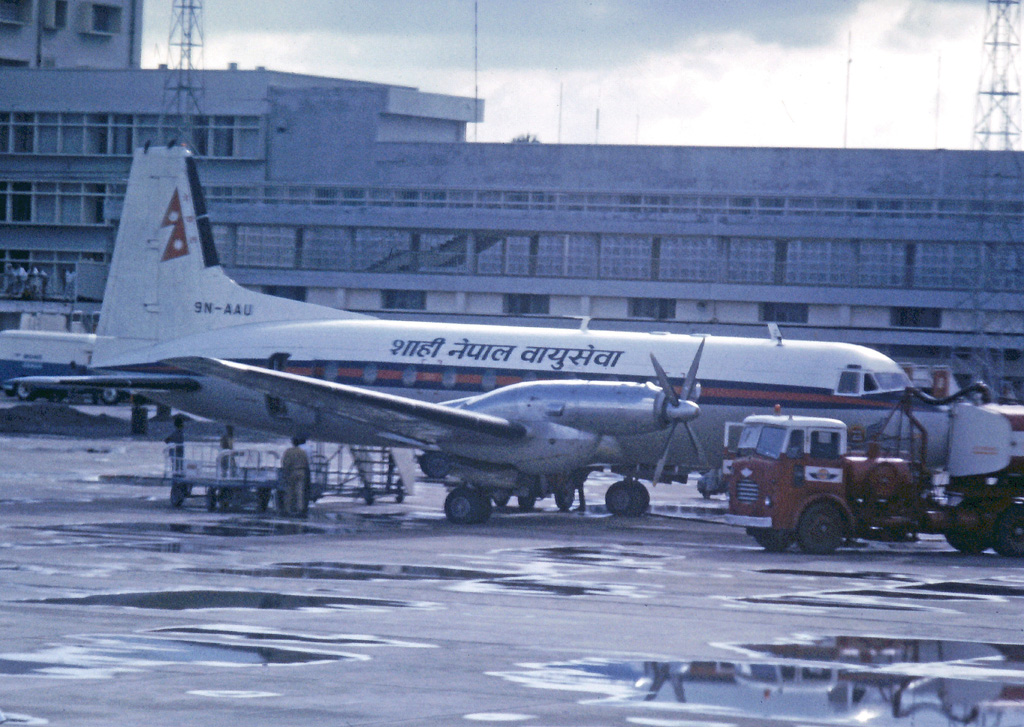
로열네팔항공이었을 시절의 모습(기종은 호커 시들리 HS-748)

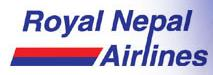
로열네팔항공의 로고

1958년 로열네팔항공으로 설립 하면서 네팔에 카트만두를 중심으로 하는 국내외 정기 항공 서비스가 시작됐다. 설립 당시 직원 숫자는 96명이었다. 초기에는 네팔 국내의 시마라, 포카라, 비라트나가르와 인도 파트나, 콜카타, 델리로 운항했다. 1961년 스위스부터 6명이 탑승 가능한 소형 비행기를 수입했고 1963년에 중화인민공화국으로부터 12석 규모의 비행기를 도입했다. 1970년 44석의 항공기를 들여와 국제선 노선에 투입했다. 이를 계기로 네팔의 히말라야 산악 비행 관광이 시작됐다. 2002년 두바이 국제선이 취항했고 2003년 싱가포르와 쿠알라룸푸르 국제선을 취항했다. 같은 해 네팔 정부가 보유 주식 100% 가운데 49%를 민간에 팔았다. 2006년 네팔의 왕정이 종식되면서 현재의 사명으로 변경했다.

## 운항 노선
- 2012년 7월 기준으로 네팔 항공은 다음과 같은 노선을 운항하고 있다.

## 보유 기종
- 2024년 5월 기준으로 다음과 같이 보유하고 있으며, 평균 기령은 4.2년이다.[1]

## 같이 보기
- 네팔 항공의 운항 노선